# Pteroeides sagamiense
Pteroeides sagamiense är en korallart som beskrevs av Moroff 1902. Pteroeides sagamiense ingår i släktet Pteroeides och familjen Pennatulidae. Inga underarter finns listade i Catalogue of Life.